# Ever (альбом IQ)
Ever — шестой студийный альбом английской группы IQ, выпущенный в 1993 году. Это первый альбом, выпущенный с вокалистом Питером Николлсом после его ухода из группы и участия в качестве вокалиста Пола Менела (Paul Menel) в 1985—1990 годы.

## Композиции
1. The Darkest Hour — 10:52
2. Fading Senses — 6:36
3. Out of Nowhere — 5:10
4. Further Away — 14:30
5. Leap of Faith — 7:22
6. Came Down — 5:57

## Участники записи
- Питер Николлс — вокал
- Майкл Холмс — гитара
- Мартин Орфорд — клавишные
- Джон Джоуитт — бас-гитара
- Пол Кук — ударные